# مسجد أغا (قزوين)
مسجد أغا هو مسجد تاريخي يعود إلى عصر القاجاريون، ويقع في قزوين.